# Kilómetro 28 Sur
Kilómetro 28 Sur är en ort i Mexiko.   Den ligger i kommunen Tlalpan och delstaten Distrito Federal, i den sydöstra delen av landet, 24 km söder om huvudstaden Mexico City. Kilómetro 28 Sur ligger 2 759 meter över havet och antalet invånare är 232.
Terrängen runt Kilómetro 28 Sur är bergig. Runt Kilómetro 28 Sur är det mycket tätbefolkat, med 2 431 invånare per kvadratkilometer. Närmaste större samhälle är Iztapalapa, 18,4 km nordost om Kilómetro 28 Sur. I omgivningarna runt Kilómetro 28 Sur växer huvudsakligen savannskog.